# Вулиця Євгена Петрушевича (Тернопіль)
Вулиця Євгена Петрушевича — вулиця в мікрорайоні «Старий парк» міста Тернополя. Названа на честь українського громадсько-політичного діяча, президента ЗУНР Євгена Петрушевича.

## Відомості
Розпочинається від вулиці Веселої, пролягає на схід до вулиці Михайла Коцюбинського, де і закінчується. На вулиці розташовані переважно приватні будинки. З південного боку знаходиться Старий парк.

## Транспорт
Рух вулицею — двосторонній, дорожнє покриття — асфальт. Громадський транспорт по вулиці не курсує, найближчі зупинки знаходяться на проспекті Степана Бандери та вулиці Веселій.